# Цораевский
Цора́евский — хутор в Прохладненском районе Кабардино-Балкарской Республики. Входит в состав муниципального образования «Сельское поселение Благовещенка».

## География
Хутор расположен в юго-западной части Прохладненского района, на правом берегу реки Баксанёнок. Находится в 22 км к юго-западу от районного центра Прохладный и в 48 км к северо-востоку от города Нальчик (по дороге).
Граничит с землями населённых пунктов: Благовещенка на западе, Александровский на востоке, Ново-Осетинский на юге и Минский на юго-западе.
Населённый пункт расположен на наклонной Кабардинской равнине, в равнинной зоне республики. Средние высоты на территории хутора составляют 284 метров над уровнем моря. Рельеф местности представляет собой в основном предгорные волнистые равнины с общим уклоном с юго-запада на северо-восток. К юго-западу и северо-западу от хутора имеются бугристые возвышенности изрезанные балками.
Гидрографическая сеть представлена рекой Баксанёнок и родниковым ручьём Чёрная Речка. К северу от села расположены несколько запруднённых озёр. Местность высоко обеспечена водой, благодаря близкому залеганию грунтовых вод к поверхности земли.
Климат влажный умеренный с тёплым летом и прохладной зимой. Амплитуда температуры воздуха колеблется от средних +23,0°С в июле, до средних -2,5°С в январе. Среднегодовая температура составляет +10,5°С. Среднегодовое количество осадков составляет около 600 мм.

## История
В 1903 году у кабардинских князей Тыжевых стал арендовать землю осетинский предприниматель Цораев Темирбулат, который впоследствии перевёз из Осетии в Кабарду значительное количество рода Цораевых и основал хутор Цораевский.
В 1924 году хутор включён в состав новообразованного Первомайского сельсовета.
Ныне хутор слился с другими селениями сельского поселения Благовещенка и фактически представляют собой один населённый пункт.

## Население
| 2002 | 2010 | 2021 |
| ---- | ---- | ---- |
| 124  | ↘122 | ↘108 |

Национальный состав
По данным Всероссийской переписи населения 2002 года, 80 % населения хутора составляли осетины.

По данным Всероссийской переписи населения 2021 года:
| Народ      | Численность, чел. | Доля от всего населения, % |
| ---------- | ----------------- | -------------------------- |
| осетины    | 57                | 52,78 %                    |
| кабардинцы | 20                | 18,53 %                    |
| русские    | 16                | 14,81 %                    |
| армяне     | 10                | 9,26 %                     |
| балкарцы   | 4                 | 3,70 %                     |
| украинцы   | 1                 | 0,92 %                     |
| всего      | 108               | 100,0 %                    |

Половозрастной состав
По данным Всероссийской переписи населения 2010 года:
| Возраст     | Мужчины, чел. | Женщины, чел. | Общая численность, чел. | Доля от всего населения, % |
| ----------- | ------------- | ------------- | ----------------------- | -------------------------- |
| 0 — 14 лет  | 11            | 8             | 19                      | 15,6 %                     |
| 15 — 59 лет | 44            | 40            | 84                      | 68,8 %                     |
| от 60 лет   | 9             | 10            | 19                      | 15,6 %                     |
| Всего       | 64            | 58            | 122                     | 100,0 %                    |

Мужчины — 64 чел. (52,5 %). Женщины — 58 чел. (47,5 %).
Средний возраст населения — 36,6 лет. Медианный возраст населения — 35,3 лет.
Средний возраст мужчин — 33,9 лет. Медианный возраст мужчин — 34,8 лет.
Средний возраст женщин — 39,5 лет. Медианный возраст женщин — 36,0 лет.

## Инфраструктура
Основные объекты социальной инфраструктуры расположены на территории хутора (микрорайона) — Ново-Осетинский.

## Улицы
На территории хутора зарегистрировано всего 1 улица — Зелёная: